# Paraphytoseius santurcensis
Paraphytoseius santurcensis är en spindeldjursart som beskrevs av De Leon 1965. Paraphytoseius santurcensis ingår i släktet Paraphytoseius och familjen Phytoseiidae. Inga underarter finns listade i Catalogue of Life.